# Fabio Filzi

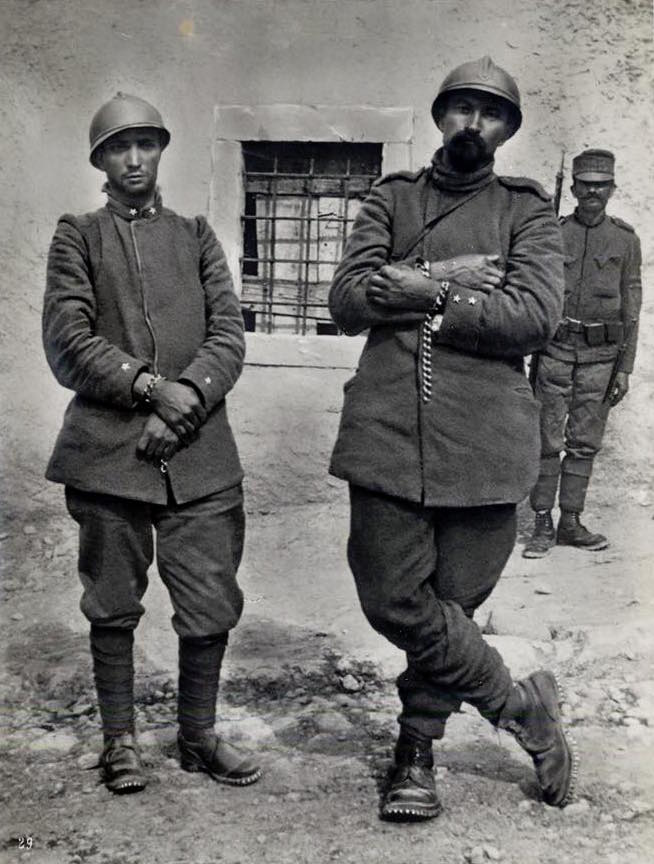
Fabio Filzi (links) und Cesare Battisti nach ihrer Gefangennahme am 11. Juli 1916

Fabio Filzi (* 20. November 1884 in Pisino, Österreich-Ungarn; † 12. Juli 1916 in Trient, Österreich-Ungarn) war ein italienischer Irredentist und österreichischer Hochverräter. Er wurde nach seiner Hinrichtung durch den Wiener Scharfrichter Josef Lang zum italienischen Nationalhelden.

## Leben
Fabio Filzi wurde in Istrien, damals österreichisches Küstenland, als Sohn von Giovanni Battista Filzi und Amelia Ivancich geboren. Der Vater kam ursprünglich aus Borgo Sacco bei Rovereto, war Professor für klassische Philologie und betätigte sich zunächst als Lehrer am Gymnasium in Pisino, dann in Capodistria und später in Rovereto, wobei die Familie ihn jeweils begleitete. Fabio Filzi besuchte daher die Volksschule in Pisino, das Gymnasium in Capodistria in Istrien und machte seine Matura in Rovereto im Trentino. Istrien und das Trentino gehörten zu jener Zeit zu Österreich-Ungarn (wie zuvor auch die Lombardei und Venezien) und galten für den italienischen Irredentismus als noch zu befreiende Gebiete, die zum vereinigten italienischen Nationalstaat gehören sollten. Die Spannungen zwischen den Italienern aus den österreichischen Gebieten und den deutschsprachigen Österreichern entluden sich unter anderem auch 1904 an der Universität Innsbruck, die unter den italienischen Studenten zu einem Toten, mehreren Verletzten und Festgenommenen führten („Fatti di Innsbruck“). Diese Ereignisse in Innsbruck riefen eine Reihe von landesweiten Protesten hervor, darunter auch in Rovereto unter der Anführung von Fabio Filzi. Im gleichen Jahr wurde er in das 4. k.u.k. Tiroler Kaiserjägerregiment zum Militärdienst eingezogen. 1905 schrieb er sich an der Universität Graz für das Studium der Rechtswissenschaften ein. Im folgenden Jahr kam es an dieser Universität ebenfalls zu Protesten der italienischen Studenten, an denen er teilnahm. 1910 promovierte er zum Doktor in Jura in Graz. Anschließend ging er zunächst nach Triest und kehrte schließlich nach Rovereto zurück. Dort arbeitete er bis 1914 als Rechtsanwalt in der Anwaltskanzlei von Antonio Piscel.

### Erster Weltkrieg
Nach Ausbruch des Ersten Weltkrieges wurde er einberufen. Vor dem Abmarsch seines Regiments nach Galizien an die Ostfront gelang es ihm bei der ärztlichen Visite ein Leiden vorzutäuschen, weshalb er zu einer anderen Einheit weitab von der Front ins Fleimstal versetzt wurde. Als auch diese Einheit an die Front abgehen sollte, täuschte er erneut eine Krankheit vor. Nach seiner vermeintlichen Genesung und Entlassung aus dem Krankenhaus in Bozen im November 1914 erhielt er zehn Tage Urlaub, die er zur Flucht nach Italien nutzte. Hier trat er zusammen mit anderen Irredentisten für die Intervention des sich neutral erklärten Italiens auf Seiten der Entente ein. Nach dem italienischen Kriegseintritt im Mai 1915 meldete er sich als Freiwilliger bei der italienischen Armee.
Im Juli 1916 stand er mit dem Alpini-Bataillon Vicenza am Pasubio im Trentino. Am 10. Juli erhielt das Bataillon den Befehl, den Monte Corno (heute Monte Corno Battisti), ein Nebengipfel des Pasubio, zu erobern. Fabio Filzi diente dem Bataillon als Leutnant unter dem Oberleutnant Cesare Battisti. Der Angriffsversuch scheiterte und Filzi und Battisti wurden von österreichischen Truppen gefangen genommen. Während Battisti sich bei der Gefangennahme sofort als solcher zu erkennen gab, gab Filzi den falschen Namen Francesco Brusarosco an und wurde erst durch den aus dem Trentino stammenden Fähnrich der Landesschützen Bruno Franceschini identifiziert.
Nach der Identifizierung wurden Filzi und Battisti am 11. Juli nach Trient gebracht. Am Tag darauf, den 12. Juli 1916, wurden sie im Castello del Buonconsiglio vom Gericht des k.u.k. Militärstationskommandos in Trient wegen Hochverrats zum Tode verurteilt und unmittelbar nach der Verurteilung durch den Wiener Scharfrichter Josef Lang im nördlichen Schlossgraben des Castello del Buonconsiglio am Würgegalgen gehängt. Am Ort ihrer Hinrichtung dem Fossa dei Martiri (deutsch: Graben der Märtyrer) erinnern Gedenksteine an dieses Ereignis.
Die Leichen der Hingerichteten Battisti, Filzi und Damiano Chiesa wurden kurz nach der Hinrichtung auf dem Gelände des Castello del Buonconsiglio verscharrt. 1935 wurden Battistis sterbliche Überreste in einem von italienischen Faschisten errichteten monumentalen Mausoleum bei Trient beigesetzt. Die Gebeine von Damiano Chiesa und Fabio Filzi befinden sich heute im Beinhaus Castel Dante in Rovereto.

## Rezeption
In Italien gilt Fabio Filzi als gefeierter Nationalheld und Irredentist. Mehrere Schulen und Straßen wurden nach ihm benannt, wie zum Beispiel die Mittelschule „Fabio Filzi“ in Leifers (Südtirol) oder das Gymnasium „Fabio Filzi“ in Rovereto. 1920 wurden die von den Österreichern 1916 wegen Hochverrats hingerichteten Nationalhelden („Protomartiri della Grande Guerra“) Cesare Battisti, Damiano Chiesa und Fabio Filzi zu Ehrenmitgliedern der Accademia Roveretana degli Agiati ernannt. In dem aus der Zeit des Faschismus stammenden Bozener Siegesdenkmal wurde Filzi von Bildhauer Adolfo Wildt 1927/28 eine eigene marmorne Pfeilerbüste gewidmet.

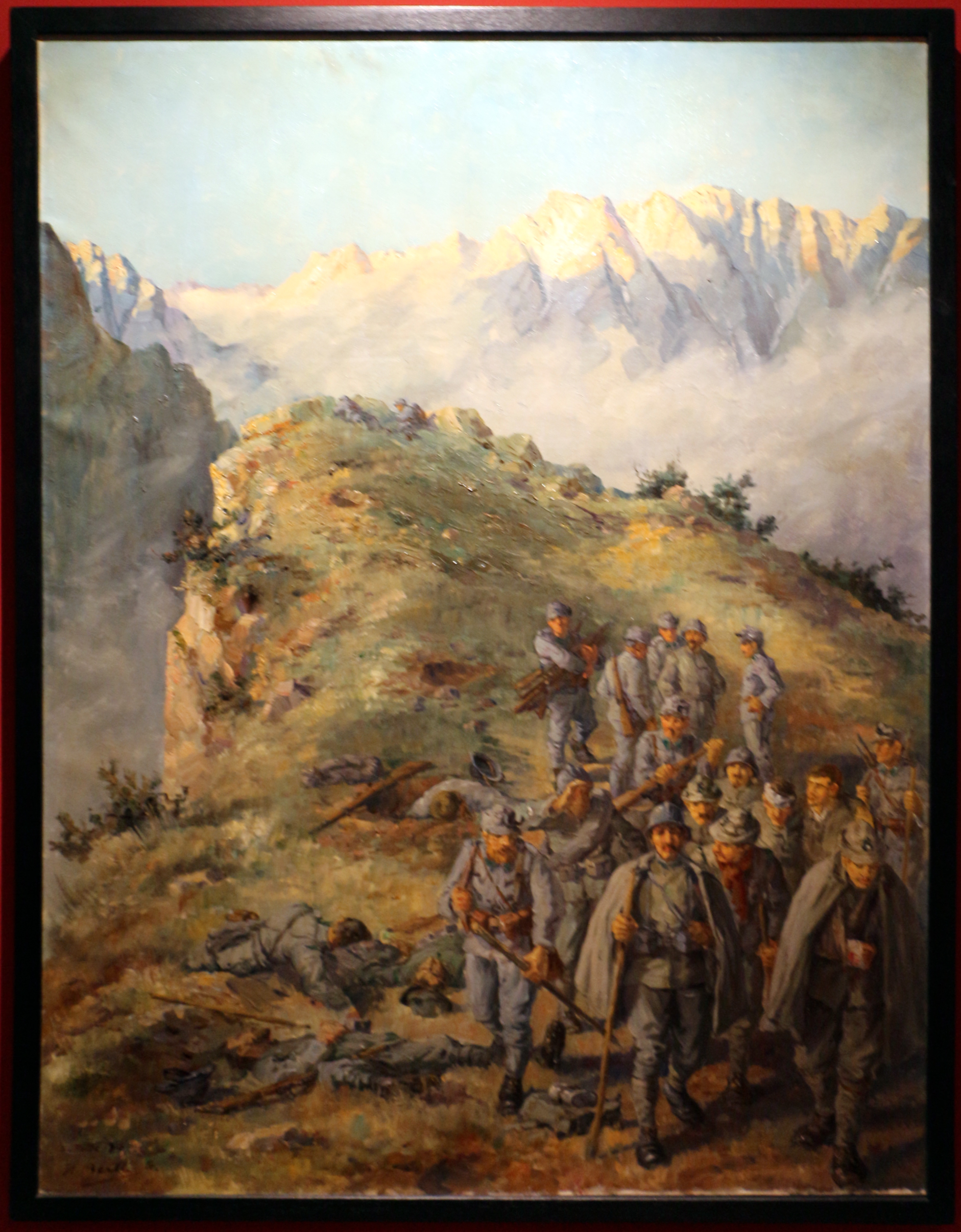
Die Gefangennahme Battistis und Filzis auf dem Monte Corno in einem Bild des Kriegsmalers Hans Bertle (Tiroler Landesmuseum)
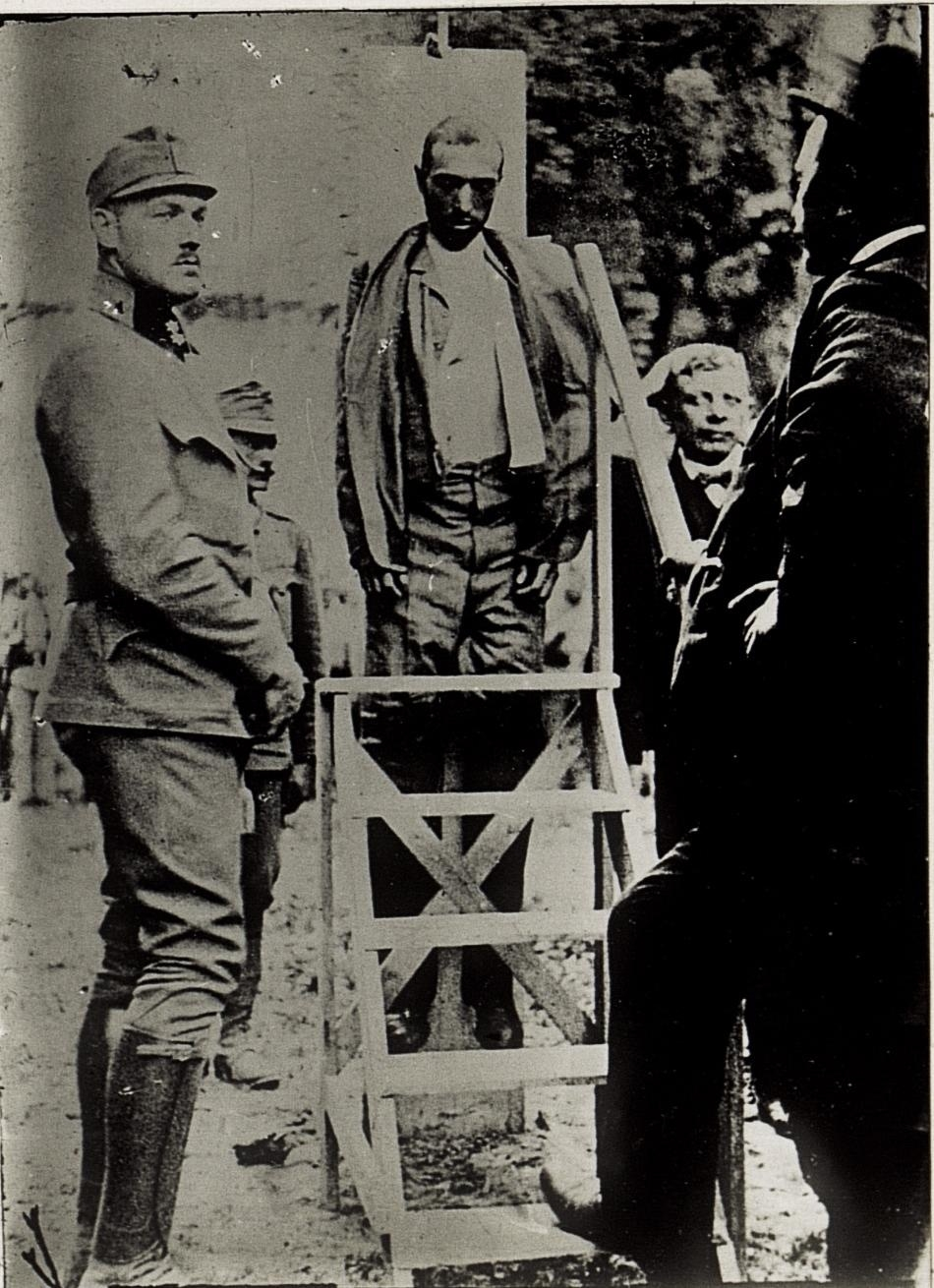
Der Leichnam Filzis nach der Hinrichtung, rechts der Scharfrichter Josef Lang
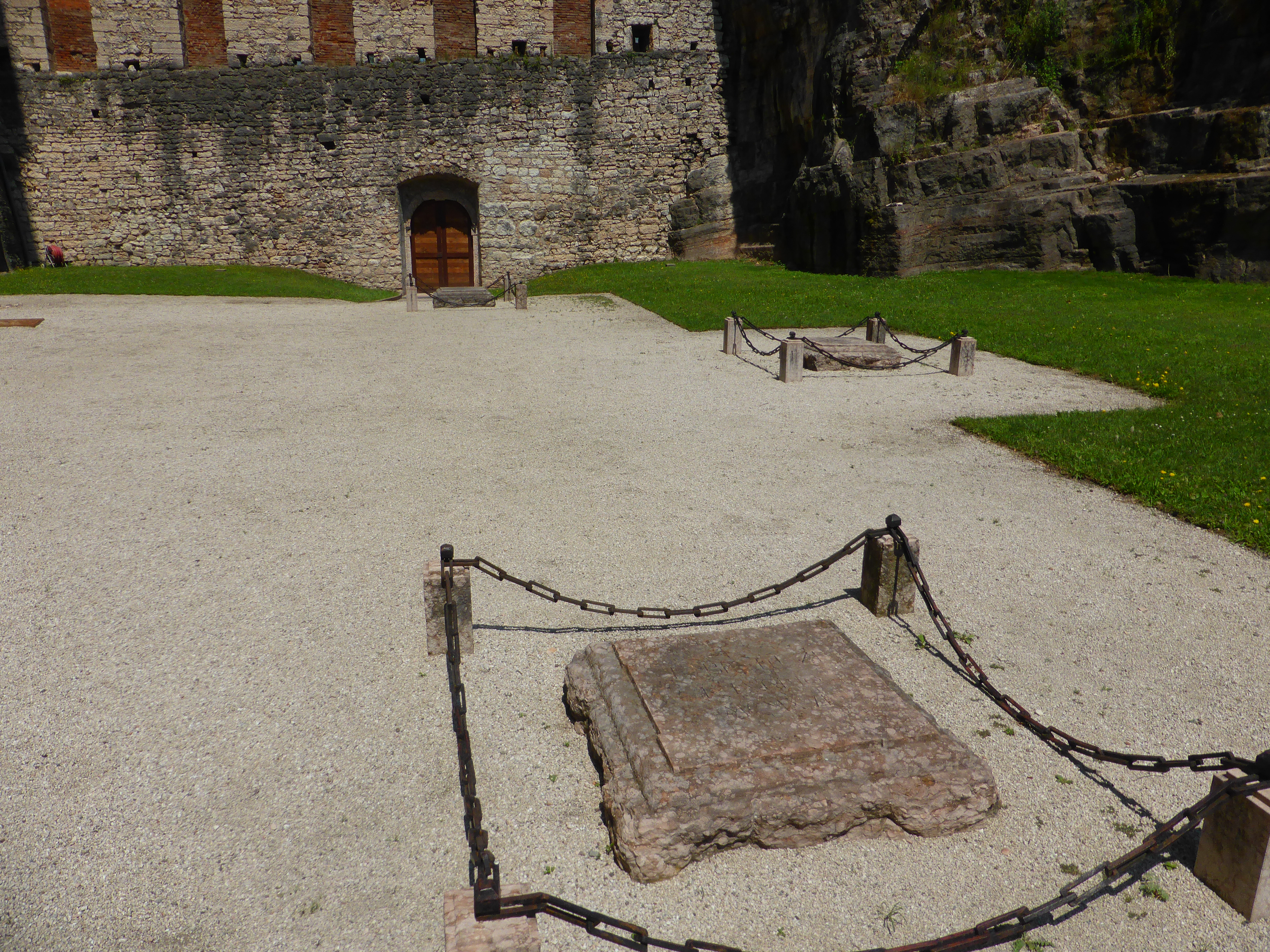
Gedenksteine an der Hinrichtungsstätte von Battisti, Filzi und Chiesa im Burggraben des Castello del Buonconsiglio
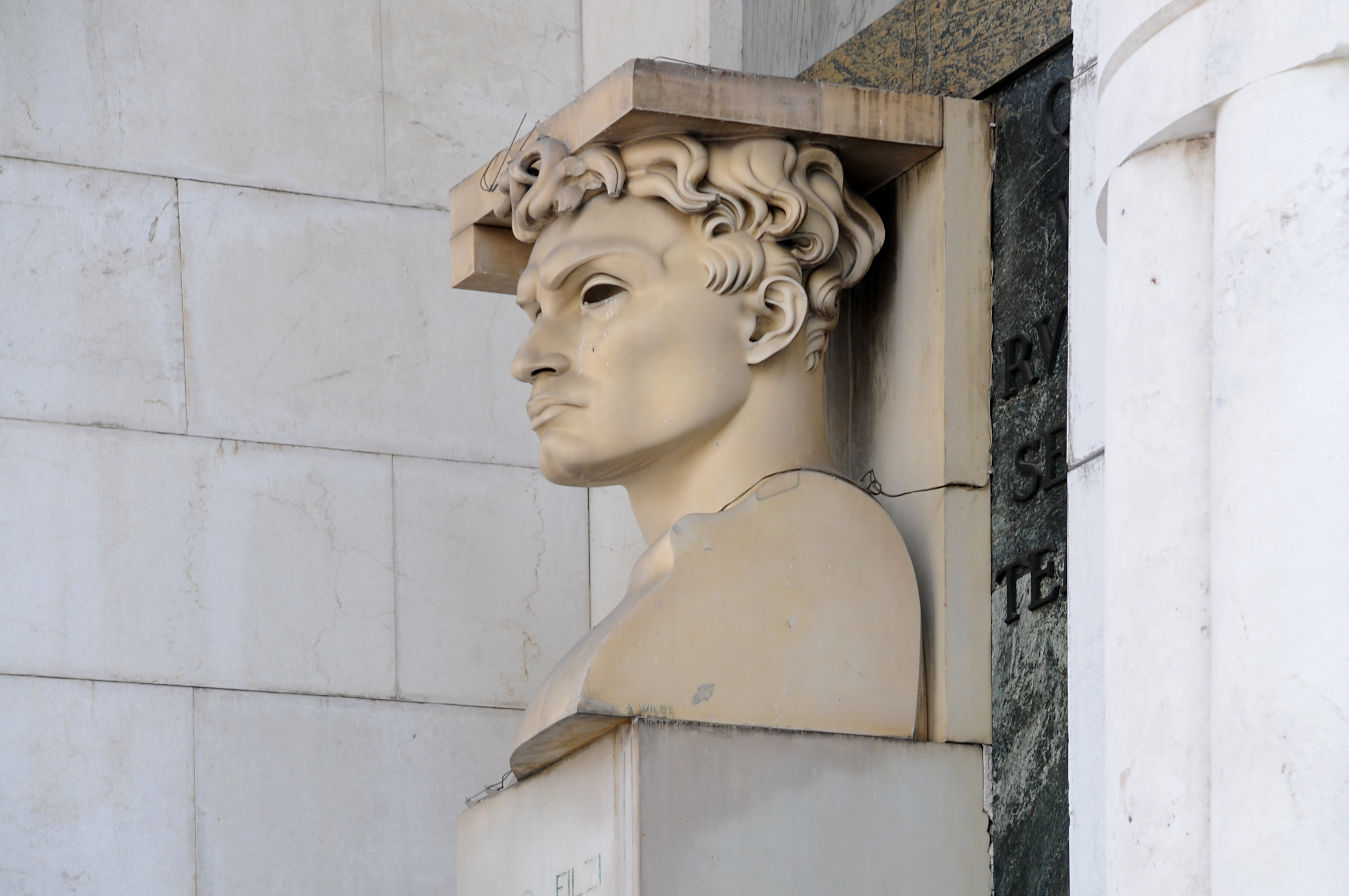
Büste von Fabio Filzi im Bozener Siegesdenkmal